# Lopholiodes rotoruensis
Lopholiodes rotoruensis är en kvalsterart som först beskrevs av Hammer 1966.  Lopholiodes rotoruensis ingår i släktet Lopholiodes och familjen Pheroliodidae. Inga underarter finns listade i Catalogue of Life.